# ブルガリアのトロリーバス

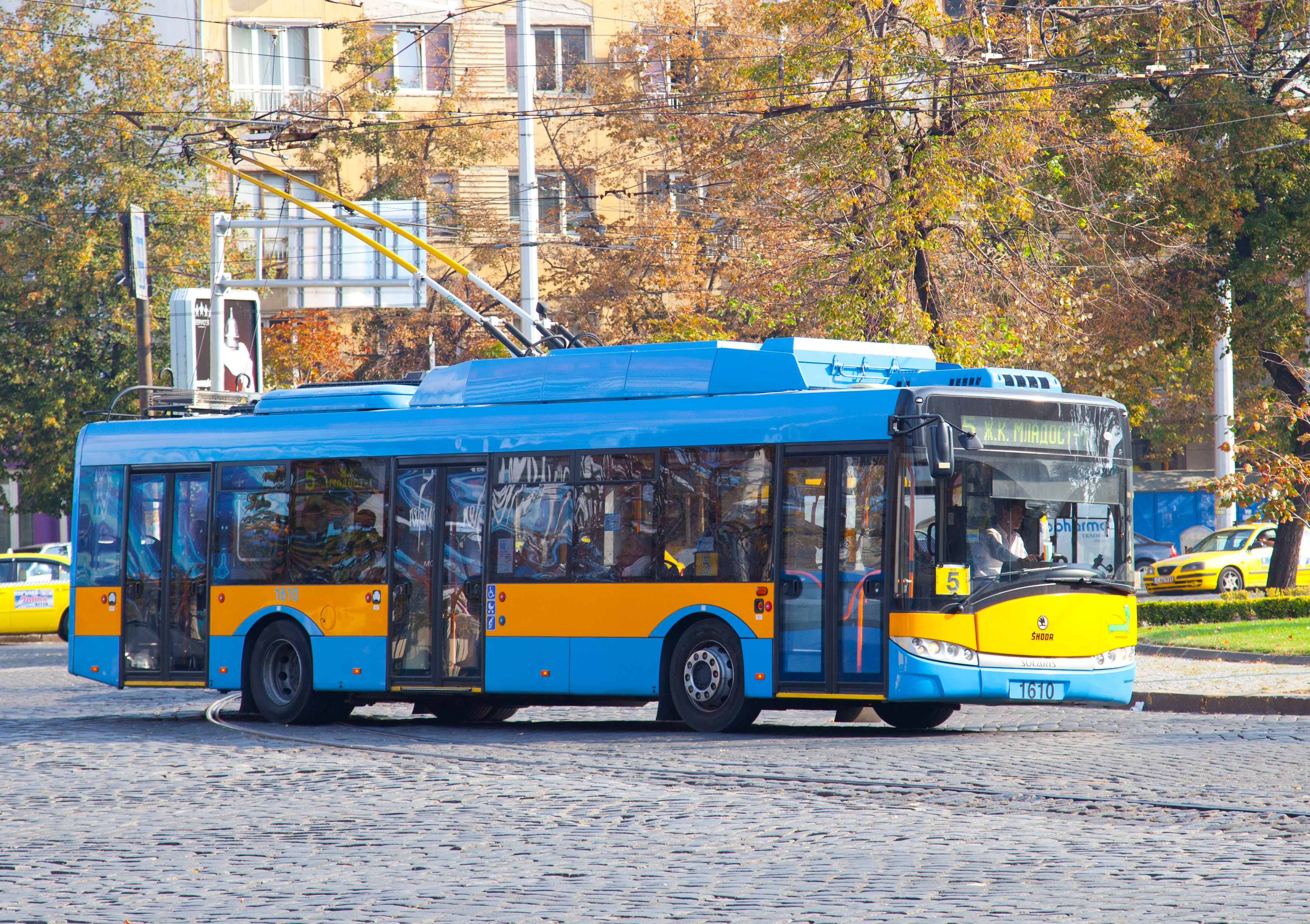
ブルガリアの首都・ソフィアのトロリーバス（2012年撮影）

この項目では、ブルガリアのトロリーバスについて解説する。2020年時点でブルガリアには首都であるソフィアを始め、10都市にトロリーバスの路線網が存在する。

## 概要
ブルガリアにおける初のトロリーバス路線は1941年に開通した首都・ソフィアのトロリーバス路線であり、第二次世界大戦後の1955年にも第二の規模を持つ都市であるプロヴディフに開通したが、本格的に各都市にトロリーバスが開通したのは1980年、ブルガリア人民共和国政府が都市内の電気を用いた輸送機関の開発に関する目標を発表した事が契機であった。これを受け、1985年にプレヴェンにトロリーバスが開通したのを皮切りに、各都市への導入が実施される事となった。ただし、ほとんどのトロリーバスは各州の州都に導入されており、それ以外に開通したのはスタラ・ザゴラ州のカザンラクのみであった。
2007年にブルガリアが欧州連合に加盟した時点で同国にはトロリーバスが運行する都市が15箇所存在し、同年時点の欧州連合加盟国で最もトロリーバスが走る都市が多かったが、その後は施設の老朽化を始めとした要因から廃止が相次ぎ、2020年時点で現存するのは10都市となっている。

## トロリーバス一覧
以下、ブルガリアに存在する、もしくは過去に存在したトロリーバスを記す。都市名は2020年時点のものである。

### 一覧
| ブルガリア 現有トロリーバス一覧 | ブルガリア 現有トロリーバス一覧 | ブルガリア 現有トロリーバス一覧 | ブルガリア 現有トロリーバス一覧 |
| 都市                            | トロリーバス                    | 開始年                          | 備考                            |
| ------------------------------- | ------------------------------- | ------------------------------- | ------------------------------- |
| ソフィア                        | ソフィア・トロリーバス          | 1941年                          | [ 1 ] [ 4 ]                     |
| プレヴェン                      | プレヴェン・トロリーバス        | 1985年                          | [ 5 ]                           |
| ヴァルナ                        | ヴァルナ・トロリーバス          | 1986年                          | [ 6 ]                           |
| スリヴェン                      | スリヴェン・トロリーバス        | 1986年                          | [ 7 ]                           |
| スタラ・ザゴラ                  | スタラ・ザゴラ・トロリーバス    | 1987年                          | [ 7 ]                           |
| ルセ                            | ルセ・トロリーバス              | 1988年                          | [ 8 ]                           |
| ヴラツァ                        | ヴラツァ・トロリーバス          | 1988年                          | [ 9 ]                           |
| ブルガス                        | ブルガス・トロリーバス          | 1989年                          | [ 6 ]                           |
| ハスコヴォ                      | ハスコヴォ・トロリーバス        | 1993年                          | [ 7 ]                           |
| パザルジク                      | パザルジク・トロリーバス        | 1993年                          | [ 7 ]                           |

#### ギャラリー

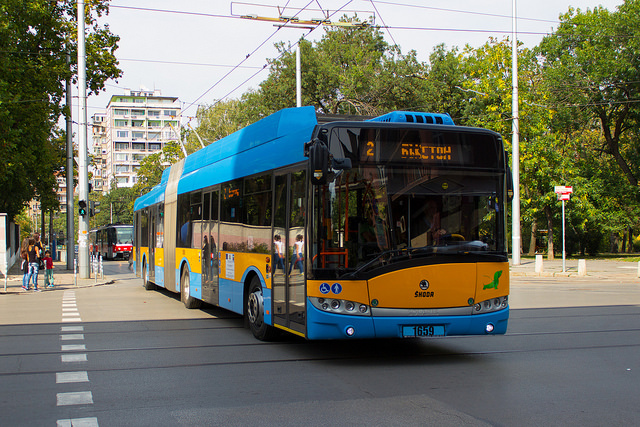
ソフィア・トロリーバス
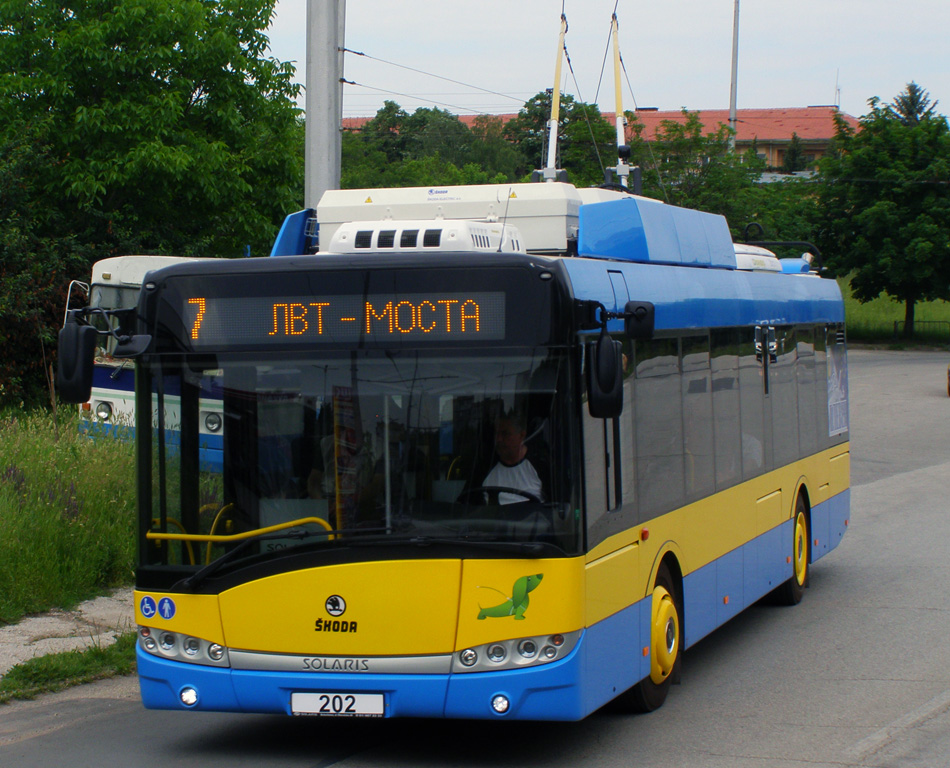
プレヴェン・トロリーバス
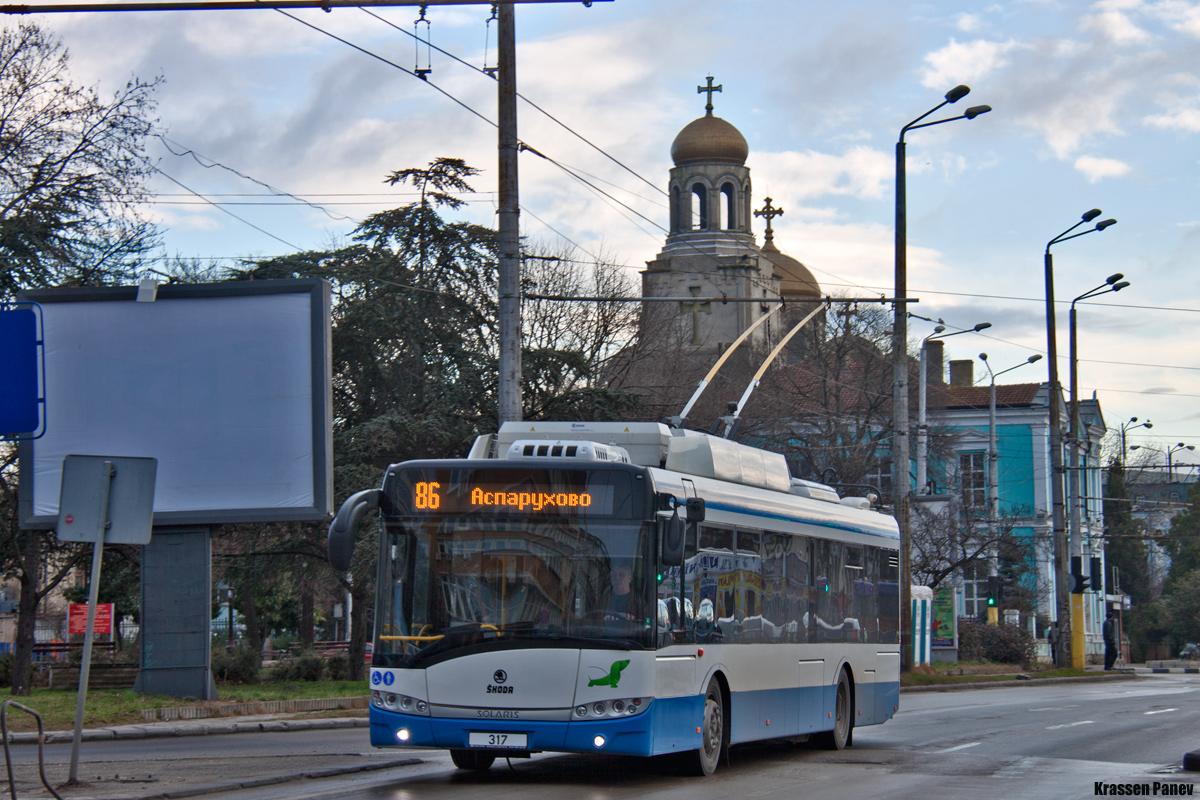
ヴァルナ・トロリーバス
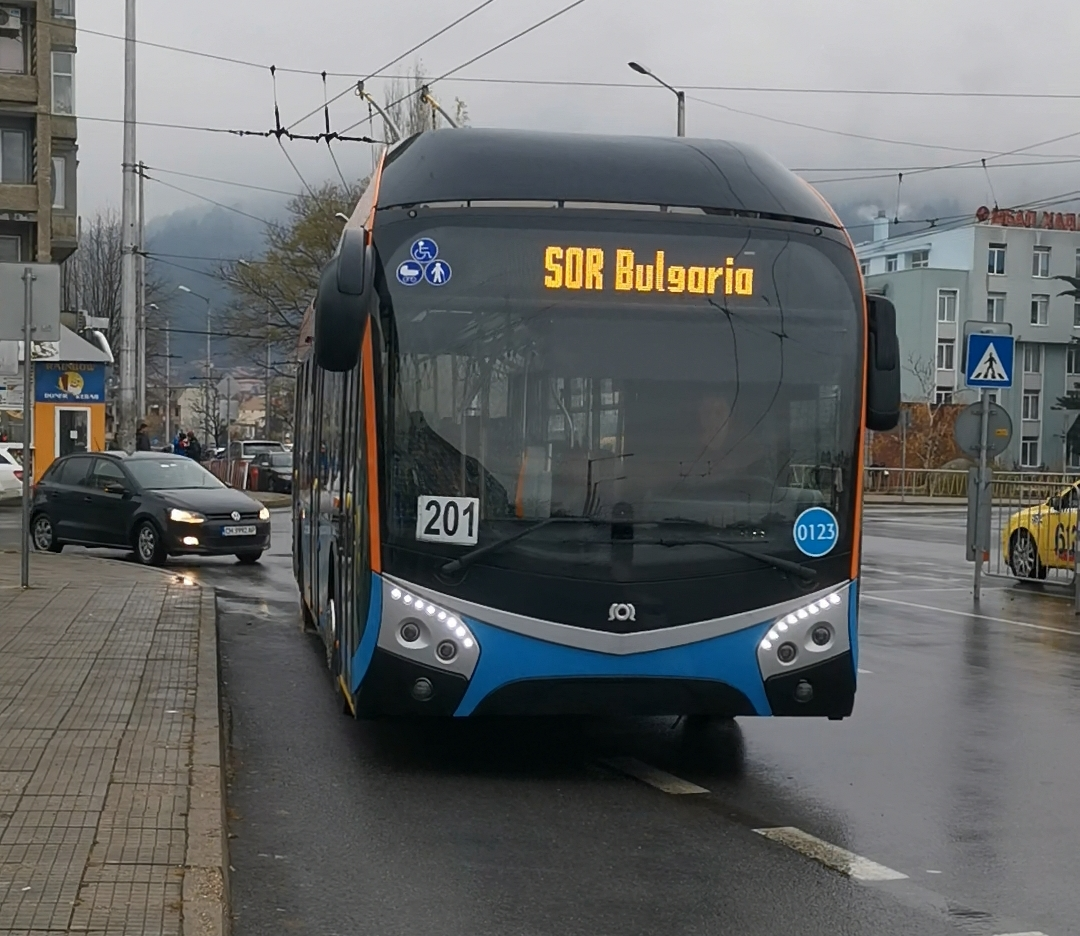
スリヴェン・トロリーバス
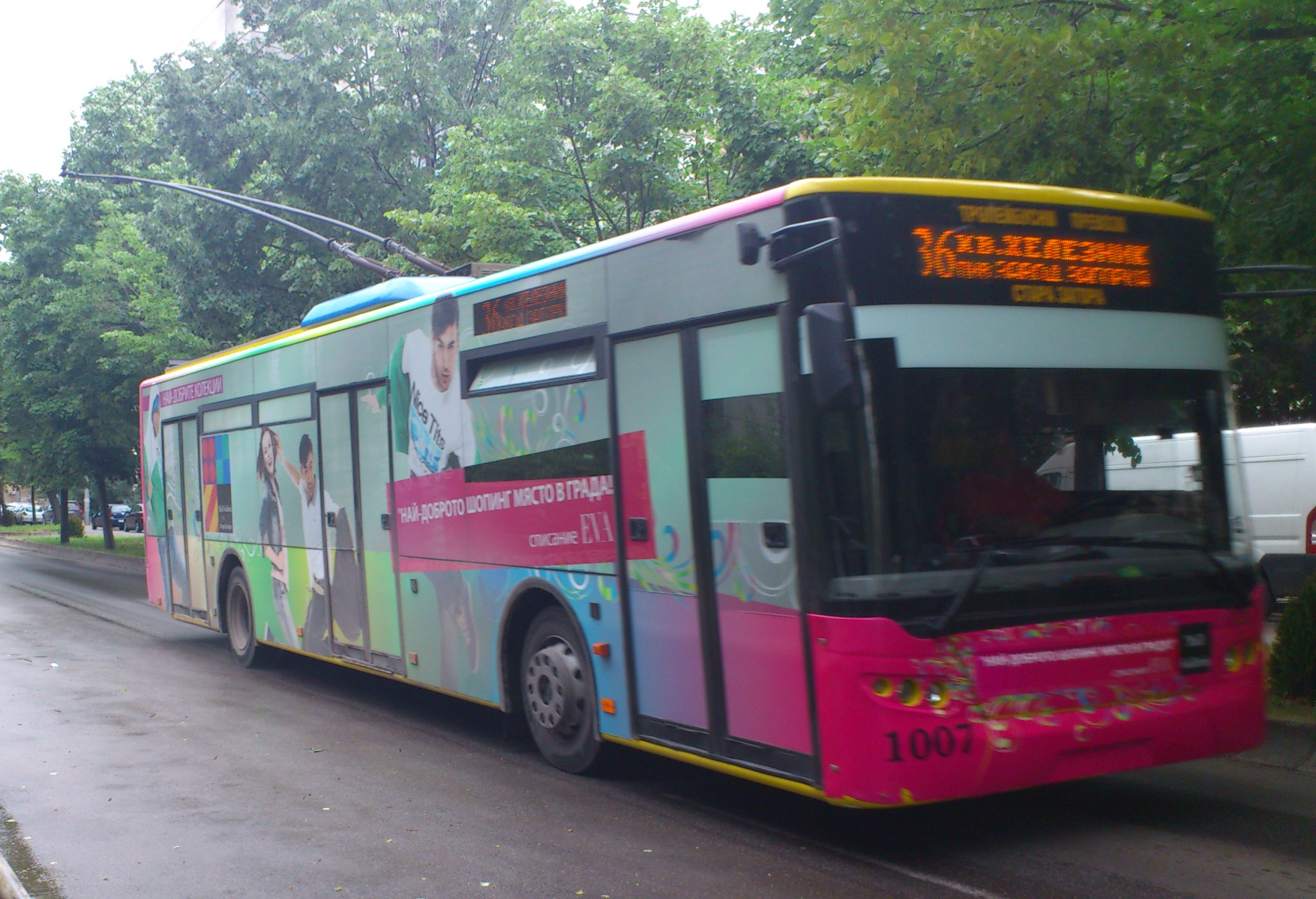
スタラ・ザゴラ・トロリーバス
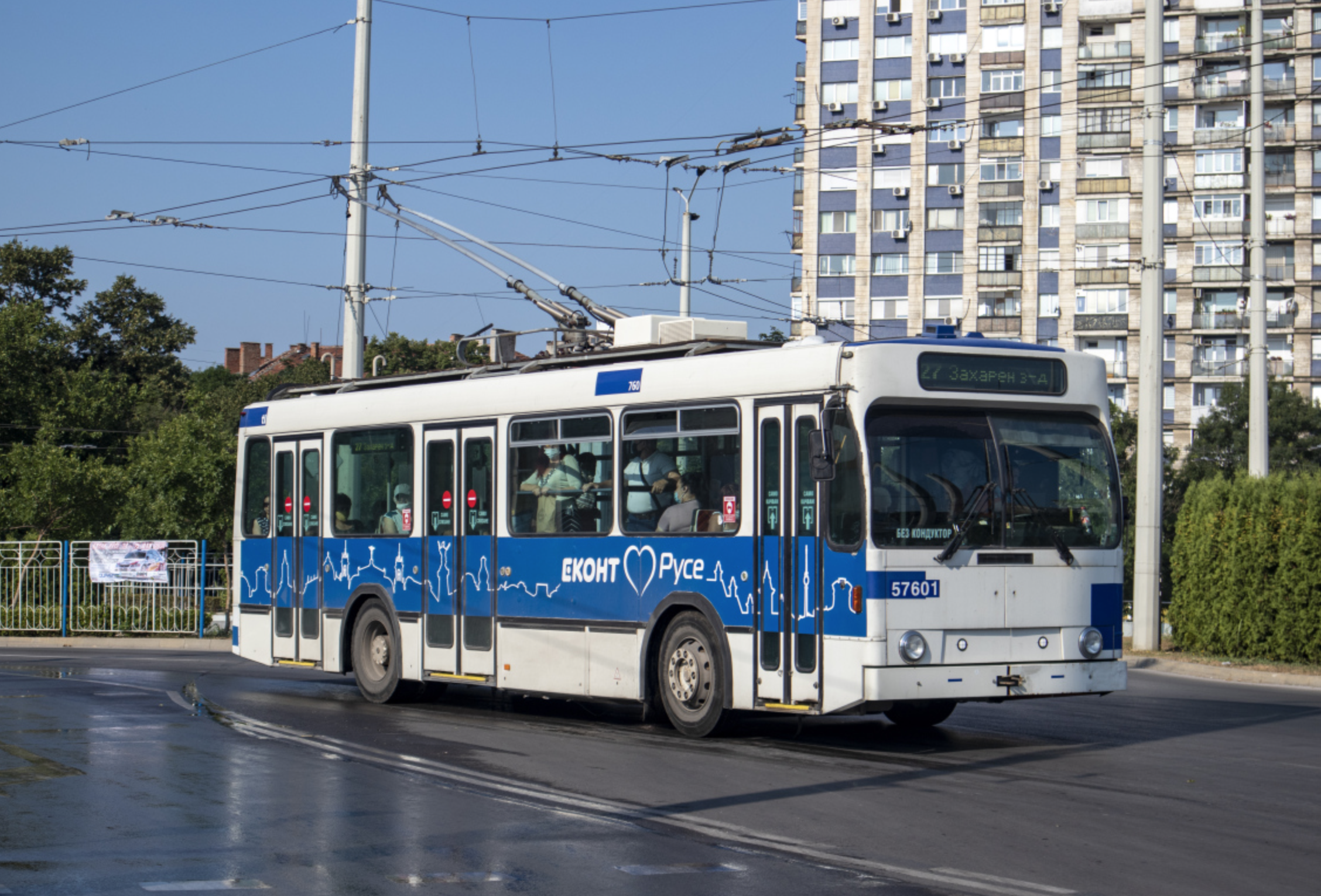
ルセ・トロリーバス
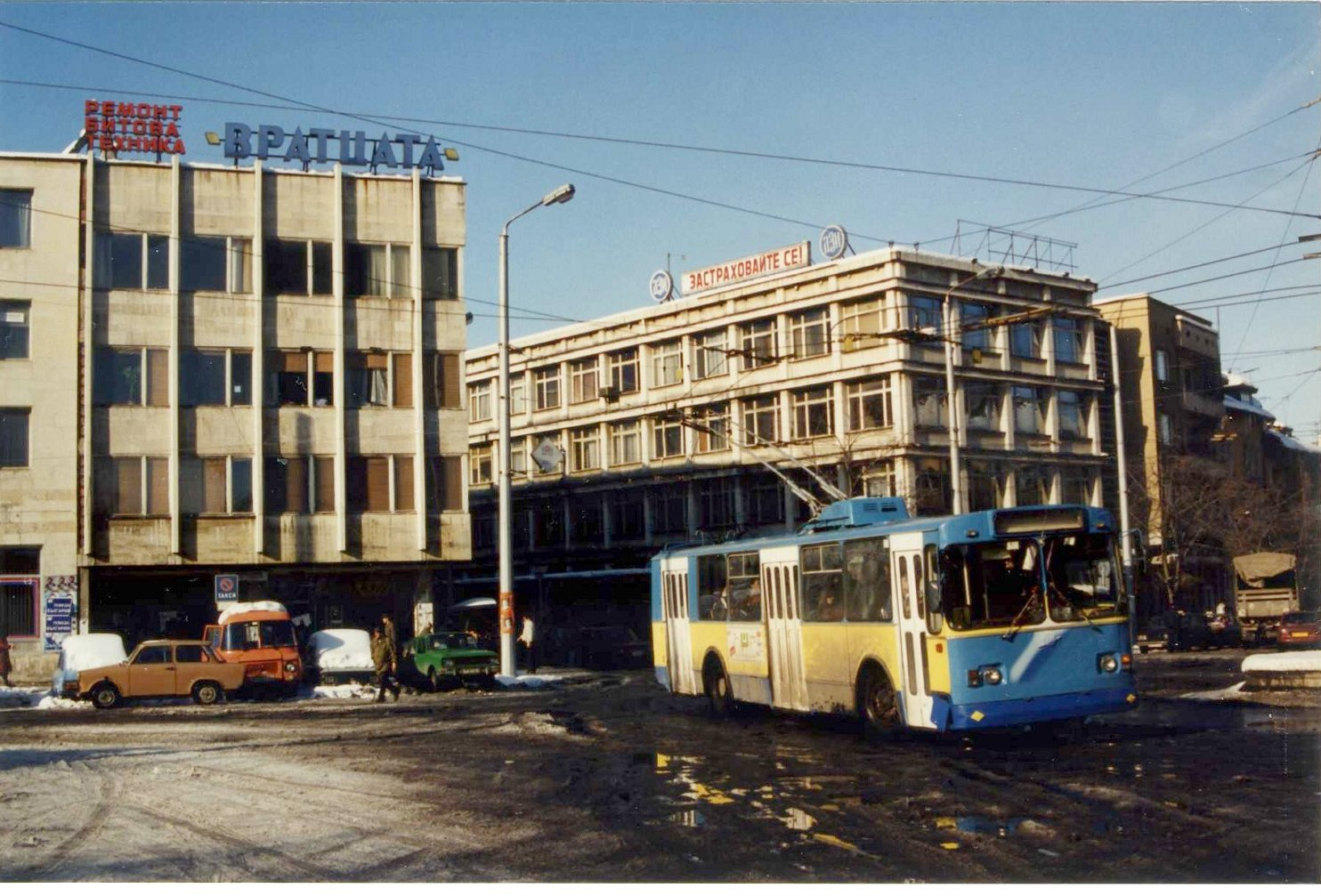
ヴラツァ・トロリーバス
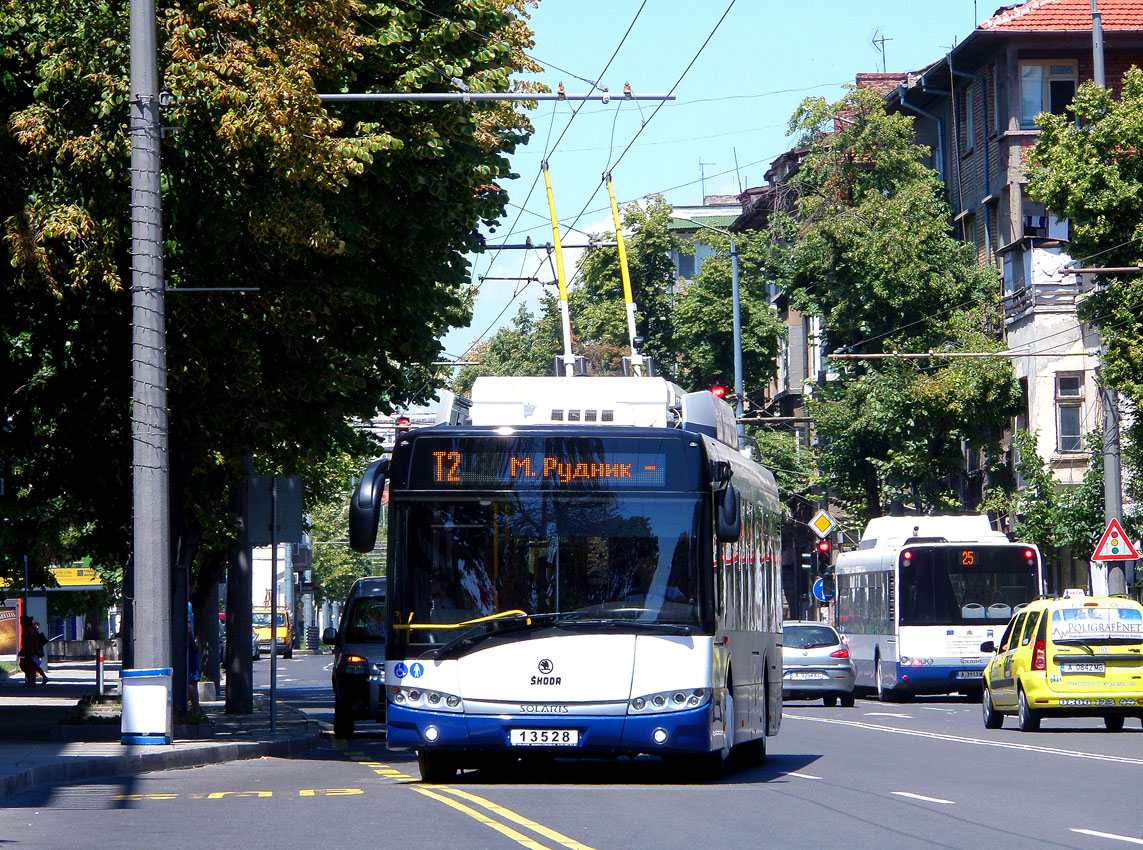
ブルガス・トロリーバス
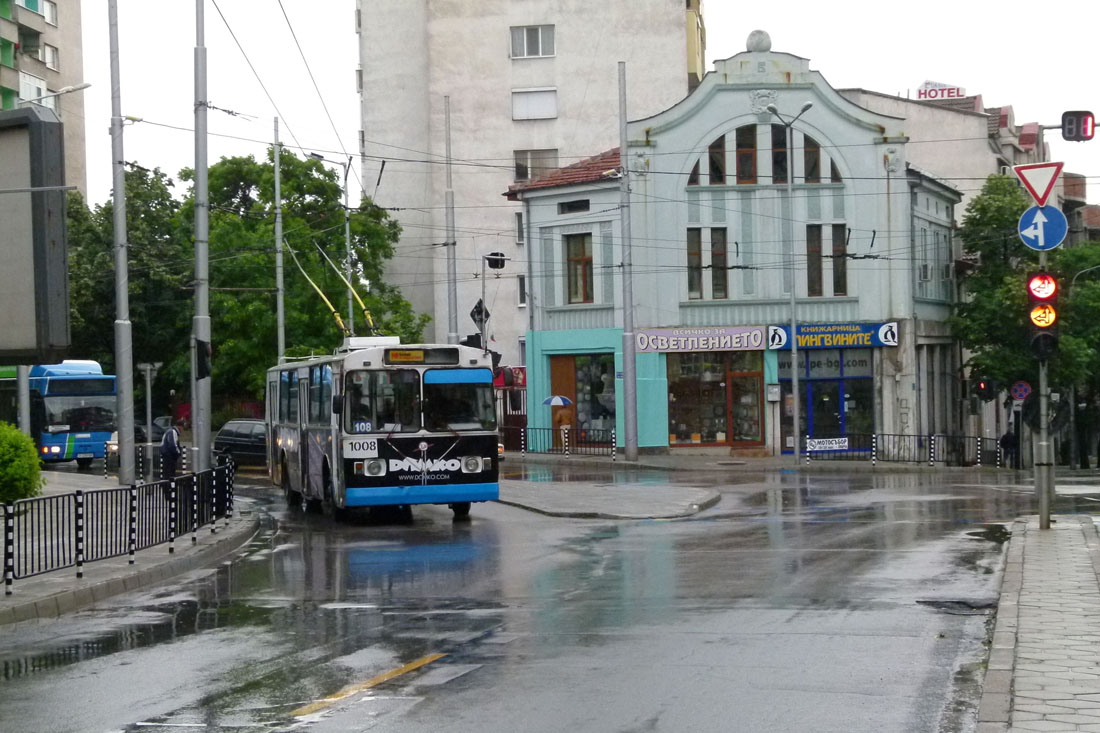
ハスコヴォ・トロリーバス
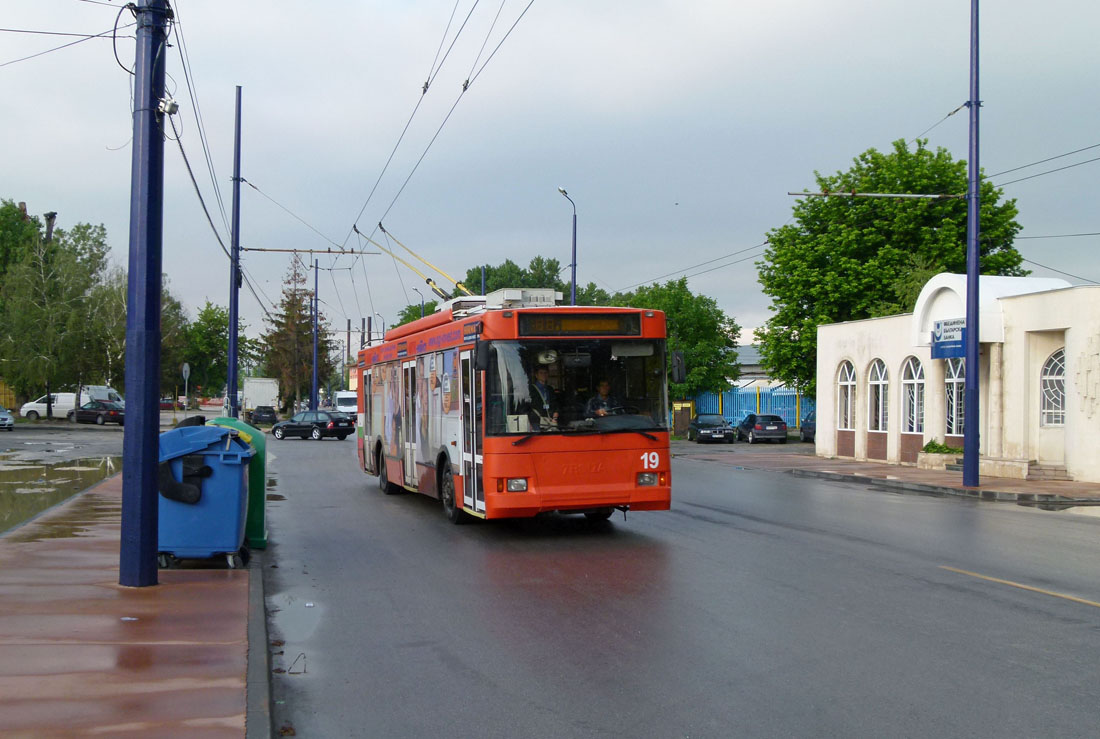
パザルジク・トロリーバス

### 廃止路線

#### 一覧
| ブルガリア 廃止トロリーバス一覧 | ブルガリア 廃止トロリーバス一覧    | ブルガリア 廃止トロリーバス一覧 | ブルガリア 廃止トロリーバス一覧 | ブルガリア 廃止トロリーバス一覧 |
| 都市                            | トロリーバス                       | 開通年                          | 廃止年                          | 備考                            |
| ------------------------------- | ---------------------------------- | ------------------------------- | ------------------------------- | ------------------------------- |
| プロヴディフ                    | プロヴディフ・トロリーバス         | 1955年                          | 2012年                          |                                 |
| カザンラク                      | カザンラク・トロリーバス           | 1986年                          | 1999年                          | [ 10 ] [ 11 ]                   |
| ガブロヴォ                      | ガブロヴォ・トロリーバス           | 1987年                          | 2013年                          |                                 |
| ペルニク                        | ペルニク・トロリーバス             | 1987年                          | 2015年                          |                                 |
| ドブリチ                        | ドブリチ・トロリーバス             | 1988年                          | 2014年                          |                                 |
| ヴェリコ・タルノヴォ            | ヴェリコ・タルノヴォ・トロリーバス | 1989年                          | 2009年                          | [ 12 ]                          |

#### ギャラリー

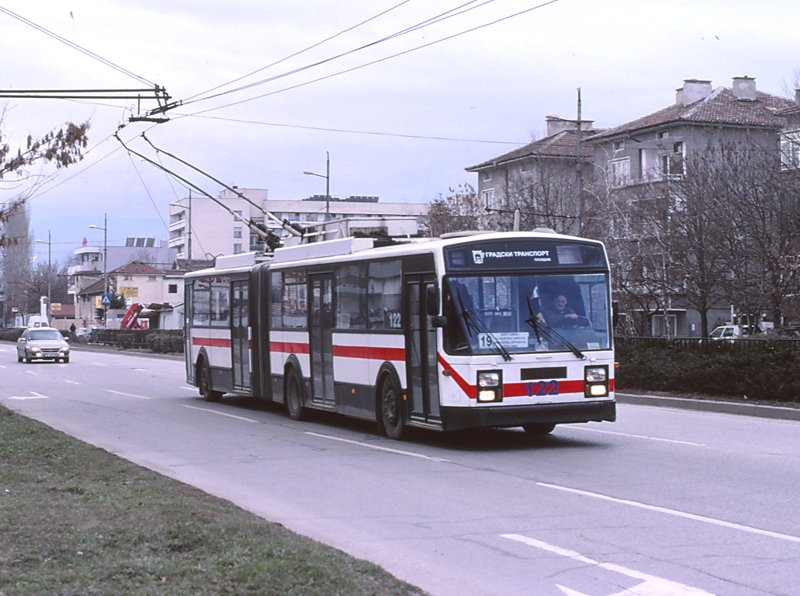
プロヴディフ・トロリーバス
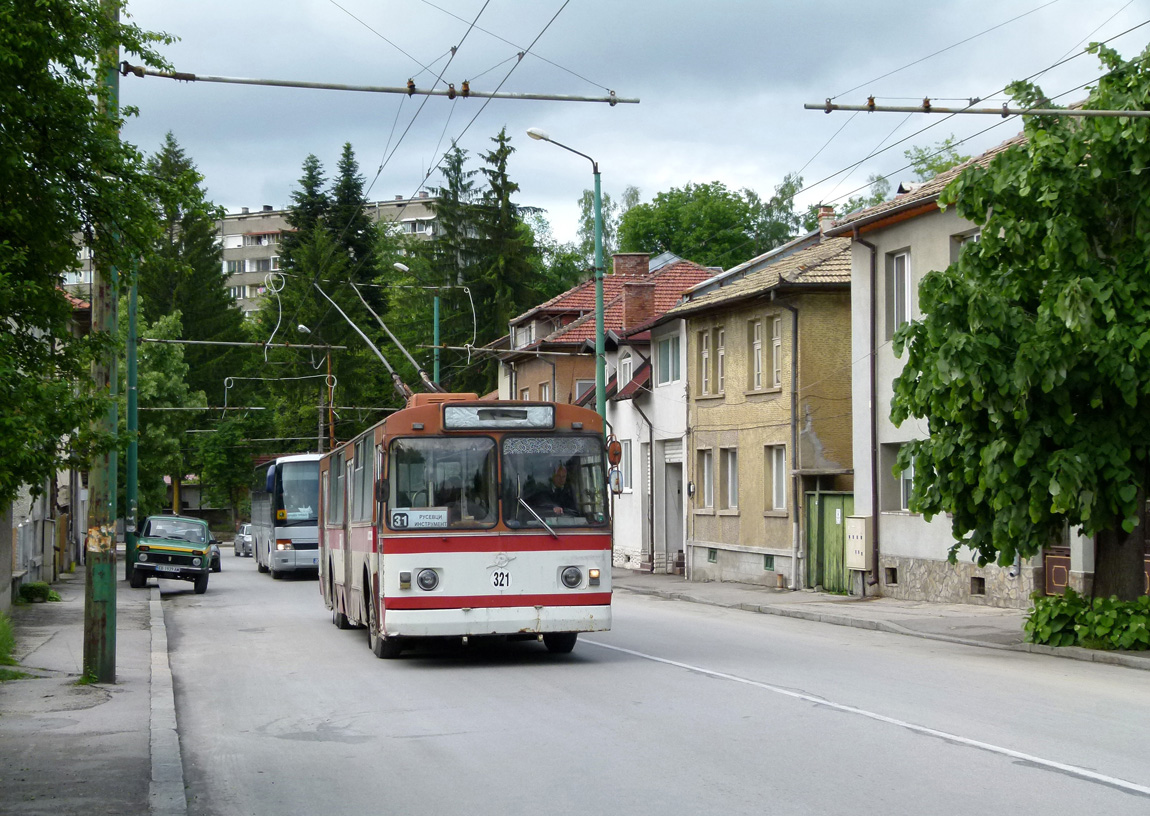
ガブロヴォ・トロリーバス
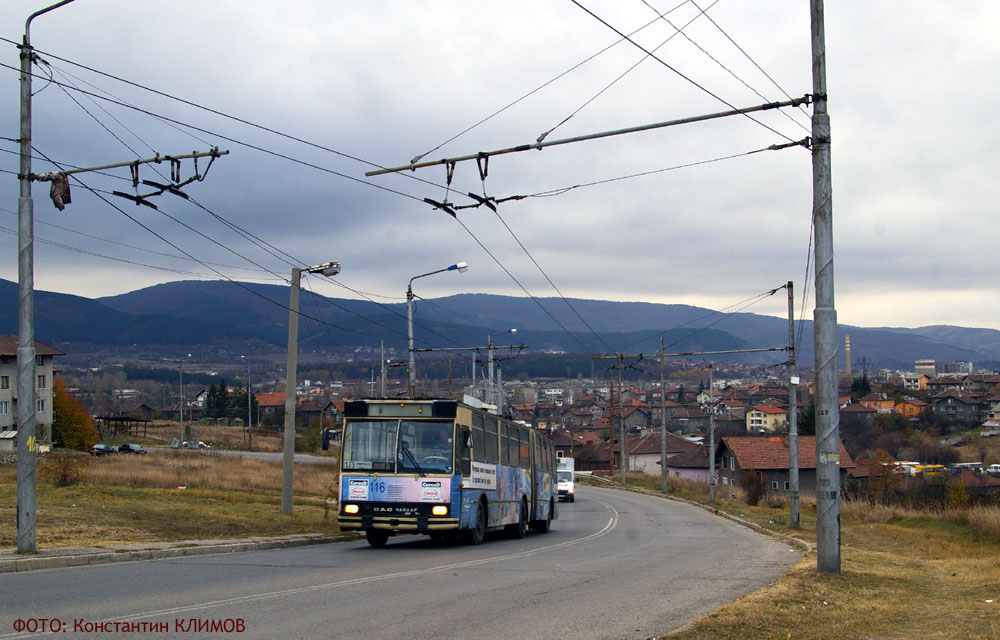
ペルニク・トロリーバス
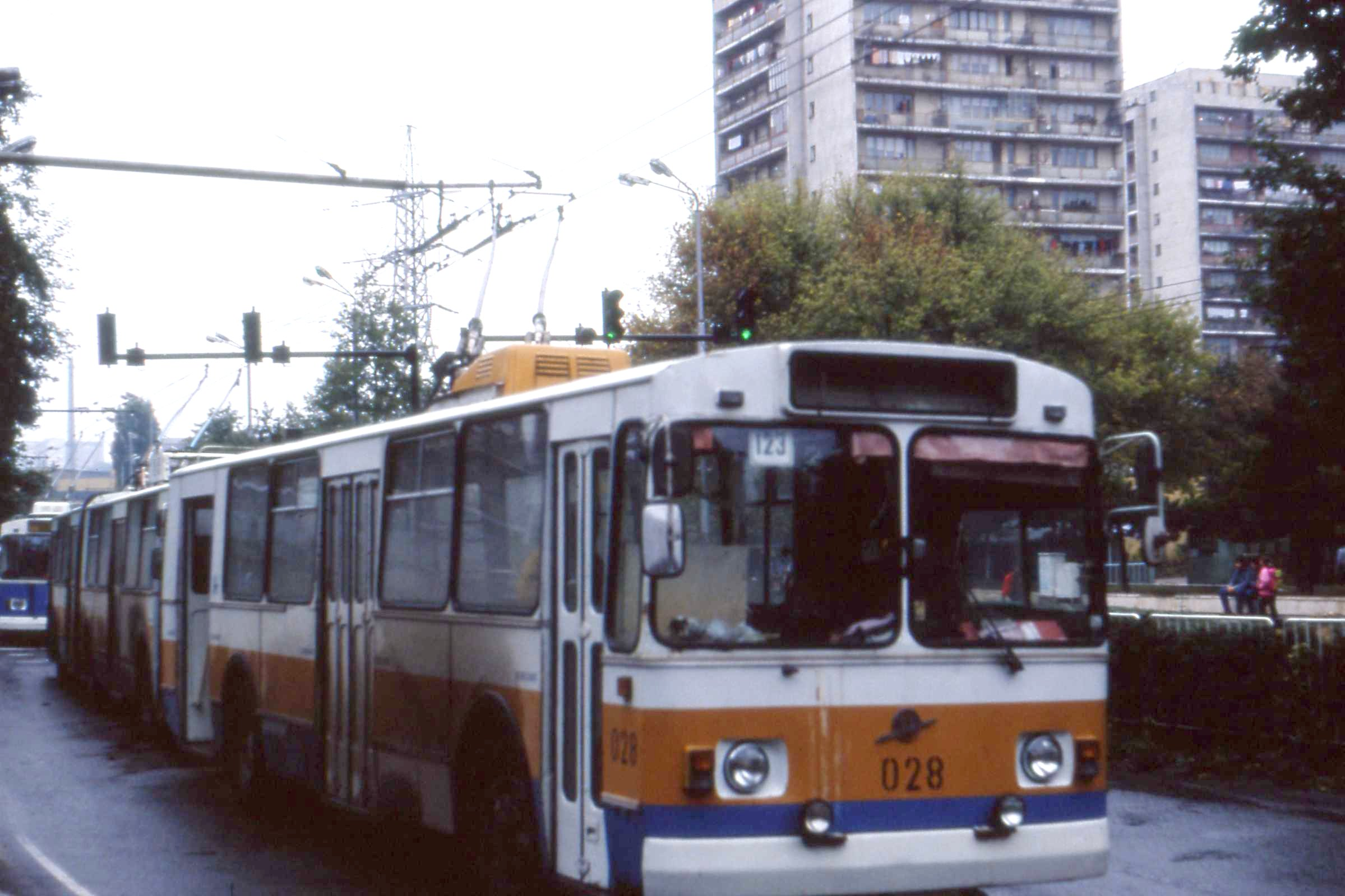
ドブリチ・トロリーバス
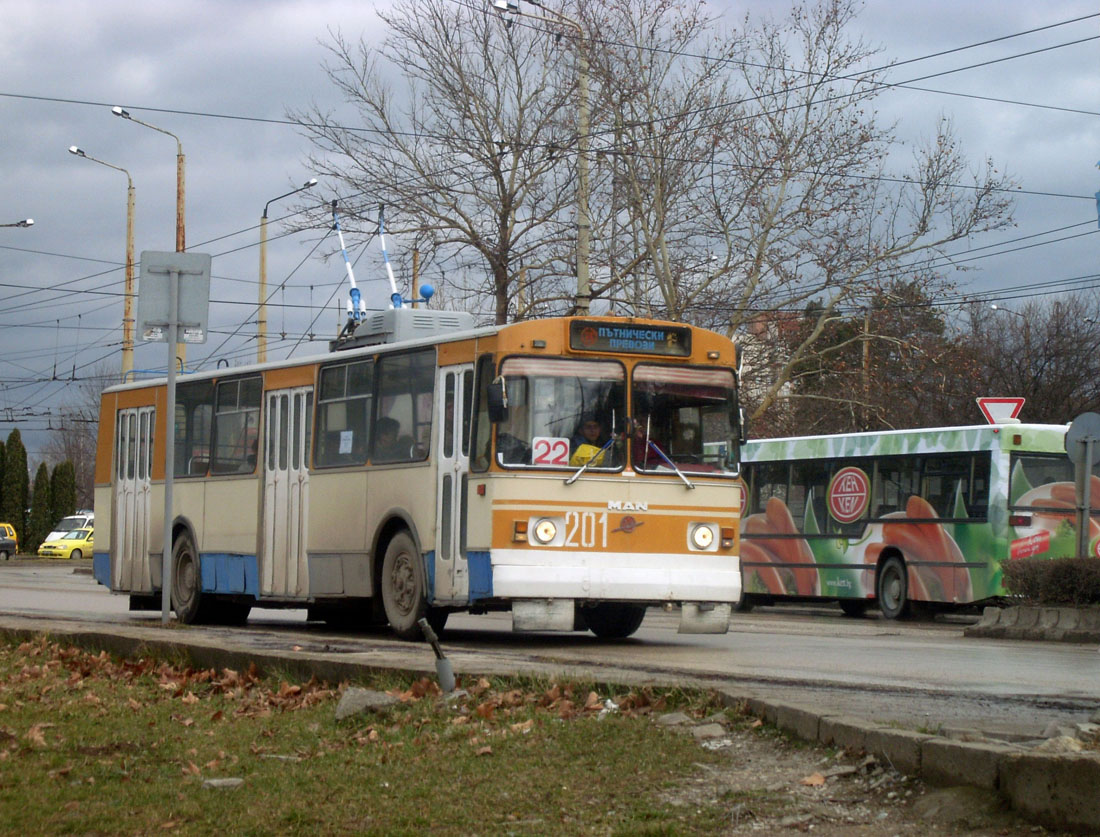
ヴェリコ・タルノヴォ・トロリーバス

### 未導入都市
- シュメン[2]
- ヤンボル[2]
- ヴィディン[2]
- ブラゴエヴグラト[2]
- ディミトロヴグラト[2]
- ゴルナ・オリャホヴィツァ[2]